# オスカル (スコーネ公)

オスカル王子の紋章

オスカル・カール・オーロフ（Oscar Carl Olof, 2016年3月2日 - ）は、スウェーデン王太子ヴィクトリアとヴェステルイェートランド公ダニエルの第2子。スウェーデン国王カール16世グスタフの孫で、現在スウェーデン王位継承権は第3位。

## 概要

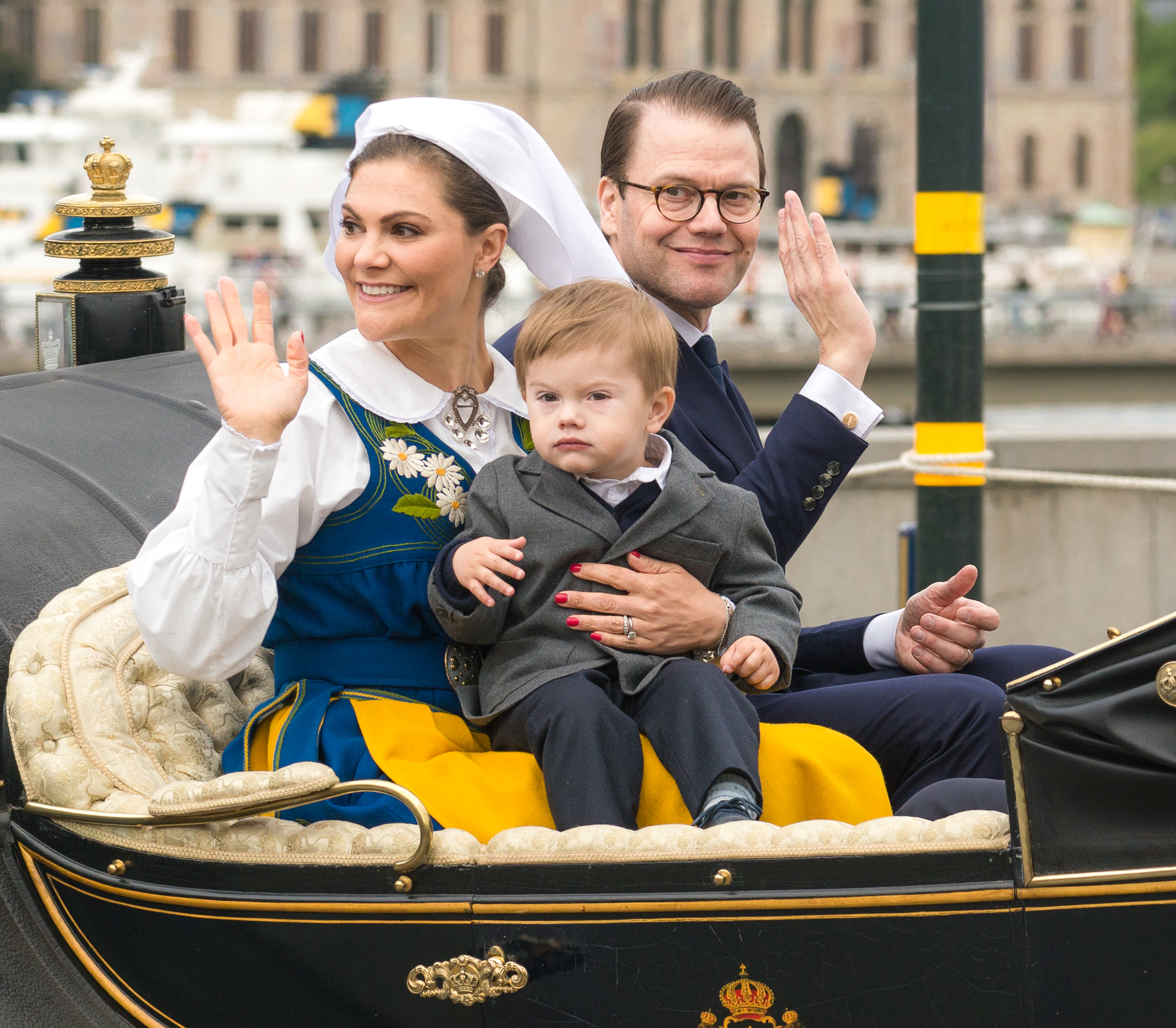
オスカル王子両親と共に（2018年）

2016年3月2日20時28分、ヴィクトリア王太子とヴェステルイェートランド公ダニエルの第2子、長男としてソルナのカロリンスカ病院で誕生した。王子の誕生を祝ってシェップスホルメン島上空で21発の祝砲が撃ちあげられた。名前は祖父の国王カール16世グスタフによって翌日に発表された。
2016年5月27日にストックホルム宮殿内の礼拝堂で洗礼を受けた。
スウェーデンは1979年の法改正で男女関わりなく第1子が王位継承権を優先されることになっているので、継承順位は姉のエステル王女が上位になる。
イギリス王位継承権もヴィクトリア女王の三男コノート公アーサーの子孫のため保持しており、現在は約190位あたりを推移している。